# Laikipia (hạt)
Hạt Laikipia là một hạt thuộc tỉnh Rift Valley ở Kenya. Theo điều tra dân số ngày 24 tháng 8 năm 1999, hạt này có dân số 322187 người. Hạt Laikipia có diện tích 9229 km². Hạt lỵ đóng tại Nanyuki.